# Marco Frapporti
Marco Frapporti é um ciclista profissional italiano nascido em Gavardo a 30 de março de 1985. Estreiou como profissional no ano 2008 na equipa italiana CSF Group-Navigare. Actualmente corre para a equipa Androni Giocattoli-Sidermec.
É irmão da também ciclista profissional Simona Frapporti. Seu irmão Mattia Frapporti também é ciclista profissional.

## Palmarés
2007
- Piccolo Giro de Lombardia

2009
- 1 etapa del Giro da Província de Grosseto

2010
- 1 etapa de la Volta a Grã-Bretanha

2011
- 1 etapa del Brixia Tour

2013
- 1 etapa de la Rota do Sul

## Resultados nas grandes voltas
| Corrida            | 2008 | 2009 | 2010 | 2011 | 2012 | 2013 | 2014 | 2015 | 2016 | 2017 | 2018 |
| ------------------ | ---- | ---- | ---- | ---- | ---- | ---- | ---- | ---- | ---- | ---- | ---- |
| Volta a Itália     | -    | -    | 138º | 132º | -    | -    | 108º | 98º  | -    | -    | 119º |
| Volta a França     | -    | -    | -    | -    | -    | -    | -    | -    | -    | -    | -    |
| Volta a Espanha    | -    | -    | -    | -    | -    | -    | -    | -    | -    | -    | -    |
| Mundial em Estrada | -    | -    | -    | -    | -    | -    | -    | -    | -    | -    | -    |

-: não participa

Ab.: abandono

## Equipas
- CSF Group-Navigare (2008-2011)
- Team Idea (2012)
- Androni Giocattoli (2013-)
  - Androni Giocattoli-Venezuela (2013-2014)
  - Androni Giocattoli-Sidermec (2015-)